# Periοchi Έlous Artzan
Periοchi Έlous Artzan este o arie protejată (arie de protecție specială avifaunistică — SPA) din Grecia întinsă pe o suprafață de 1.645,24 ha, integral pe uscat.

## Localizare
Centrul sitului Periοchi Έlous Artzan este situat la coordonatele 41°00′38″N 22°38′50″E / 41.010652°N 22.647278°E.

## Înființare
Situl Periοchi Έlous Artzan a fost declarat arie de protecție specială avifaunistică în martie 2010 pentru a proteja 31 de specii de animale.

## Biodiversitate
Situată în ecoregiunea mediteraneană, aria protejată nu include niciun habitat protejat.
La baza desemnării sitului se află mai multe specii protejate de  păsări (31): fluierar de munte (Actitis hypoleucos), ciocârlie-de-câmp (Alauda arvensis), pescăruș albastru (Alcedo atthis), rață pitică (Anas crecca), rață mare (Anas platyrhynchos), stârc cenușiu (Ardea cinerea), rață-cu-cap-castaniu (Aythya ferina), șorecarul comun (Buteo buteo), șerpar (Circaetus gallicus), erete vânăt (Circus cyaneus), lebădă de iarnă (Cygnus cygnus), lebădă de vară (Cygnus olor), lăstun de casă (Delichon urbicum), egretă mică (Egretta garzetta), șoim de iarnă (Falco columbarius), lișiță (Fulica atra), piciorong (Himantopus himantopus), rândunică (Hirundo rustica), sfrâncioc roșiatic (Lanius collurio), pescăruș râzător (Larus ridibundus), Mergellus albellus, cormoran mic (Microcarbo pygmaeus), stârc de noapte (Nycticorax nycticorax), Phalacrocorax carbo sinensis, flamingo roz (Phoenicopterus roseus), corcodel mare (Podiceps cristatus), lăstun de mal (Riparia riparia), Spatula clypeata, chiră de baltă (Sterna hirundo), turturică (Streptopelia turtur), fluierar de mlaștină (Tringa glareola).
Pe lângă speciile protejate, pe teritoriul sitului au mai fost identificate 2 specii de păsări.